# 安平駐屯地
安平駐屯地（あびらちゅうとんち、JGSDF Camp Abira）は、北海道勇払郡安平町安平番外地に所在し、安平弾薬支処等が駐屯している陸上自衛隊の駐屯地である。駐屯地司令は、安平弾薬支処長が兼務。隷下に隣接して小規模な早来分屯地を有する。

## 沿革
陸上自衛隊安平駐屯地
- 1955年（昭和30年）
  - 1月31日：安平駐屯地が開設[1]。
  - 2月28日：

  1. 陸上自衛隊北海道地区補給処安平弾薬支処が設置。
  2. 第308弾薬中隊が島松駐屯地から移駐[2]。
- 1998年（平成10年）3月26日：陸上自衛隊北海道補給処安平弾薬支処に改組。

## 駐屯部隊

### 北部方面隊隷下部隊
- 陸上自衛隊北海道補給処
  - 安平弾薬支処

- 北部方面システム通信群
  - 第101基地システム通信大隊
    - 第313基地通信中隊
      - 安平派遣隊

### 防衛大臣直轄部隊
- 警務隊
  - 北部方面警務隊
    - 第122地区警務隊
      - 安平連絡班

## 最寄の幹線交通
- 高速道路：道央自動車道 追分町IC
- 一般道：国道234号、北海道道10号千歳鵡川線、北海道道226号舞鶴追分線
- 鉄道：JR北海道室蘭本線 安平駅
- 港湾：苫小牧港（特定重要港湾）
- 飛行場：新千歳空港（第二種空港）、千歳基地（その他の飛行場）